# Primera División de fútbol sala 2019-20
La temporada 2019-20 de Primera División de fútbol sala es la 31.ª edición de la máxima competición de la Liga Nacional de Fútbol Sala de España.
A mediados del campeonato, durante el mes de marzo, se produjo un brote del coronavirus 2 del síndrome respiratorio agudo grave (SARS-CoV-2), una pandemia global vírica que llegó a Europa desde Asia. A medida que diferentes países europeos fueron registrando casos de contagio y fallecimientos, los organismos deportivos comenzaron a tomar conciencia del problema. La jornada 23 fue la última jornada del campeonato disputada con normalidad antes de ser suspendida.
El 6 de mayo de 2020 La Real Federación Española de Futbol (RFEF) tomó la decisión de culminar las competiciones de fútbol sala en España. Al mismo tiempo se decidió que la liga terminase sin descensos a la Segunda División, sin embargo, si que se permiten dos ascensos, por lo que en la temporada 2020-2021 la Primera División fútbol sala contará con 18 equipos. En cuanto a la eliminatoria por el título, se disputará en formato exprés, en sede única y con concentración.

## Equipos
| Club                               | Ciudad                   | Comunidad Autónoma   |
| ---------------------------------- | ------------------------ | -------------------- |
| Peñíscola Fútbol Sala              | Peñíscola                | Comunidad Valenciana |
| Levante UD FS                      | Valencia                 | Comunidad Valenciana |
| Barça Lassa                        | Barcelona                | Cataluña             |
| Industrias Santa Coloma            | Santa Coloma de Gramanet | Cataluña             |
| Jimbee Cartagena FS                | Cartagena                | Murcia               |
| ElPozo Murcia                      | Murcia                   | Murcia               |
| CA Osasuna Magna                   | Pamplona                 | Navarra              |
| Aspil Jumpers Ribera Navarra       | Tudela                   | Navarra              |
| Jaén Paraíso Interior              | Jaén                     | Andalucía            |
| Córdoba Patrimonio de la Humanidad | Córdoba                  | Andalucía            |
| Pescados Rubén Burela              | Burela                   | Galicia              |
| O Parrulo Ferrol                   | Ferrol                   | Galicia              |
| Movistar Inter                     | Torrejón de Ardoz        | Madrid               |
| Palma Futsal                       | Palma de Mallorca        | Islas Baleares       |
| Viña Albali Valdepeñas             | Valdepeñas               | Castilla-La Mancha   |
| Fútbol Emotion Zaragoza            | Zaragoza                 | Aragón               |

## Clasificación
| Pos. | Equipo                       | Pts. | PJ | G  | E | P  | GF  | GC | Dif. |                        |
| ---- | ---------------------------- | ---- | -- | -- | - | -- | --- | -- | ---- | ---------------------- |
| 1    | Movistar Inter               | 56   | 23 | 18 | 2 | 3  | 96  | 51 | +45  | Play-off por el título |
| 2    | Barça                        | 54   | 23 | 17 | 3 | 3  | 107 | 60 | +47  | Play-off por el título |
| 3    | Viña Albali Valdepeñas       | 45   | 23 | 13 | 6 | 4  | 81  | 61 | +20  | Play-off por el título |
| 4    | ElPozo Murcia Costa Cálida   | 44   | 23 | 14 | 2 | 7  | 75  | 54 | +21  | Play-off por el título |
| 5    | Palma Futsal                 | 43   | 23 | 13 | 4 | 6  | 64  | 38 | +26  | Play-off por el título |
| 6    | CA Osasuna Magna             | 39   | 23 | 12 | 3 | 8  | 83  | 67 | +16  | Play-off por el título |
| 7    | Levante UD FS                | 34   | 23 | 9  | 7 | 7  | 82  | 77 | +5   | Play-off por el título |
| 8    | Jaén Paraíso Interior        | 33   | 23 | 10 | 3 | 10 | 66  | 70 | −4   | Play-off por el título |
| 9    | Jimbee Cartagena FS          | 27   | 23 | 7  | 6 | 10 | 67  | 74 | −7   |                        |
| 10   | O Parrulo Ferrol             | 26   | 23 | 7  | 5 | 11 | 68  | 81 | −13  |                        |
| 11   | Servigroup Peñíscola FS      | 26   | 23 | 7  | 5 | 11 | 70  | 72 | −2   |                        |
| 12   | Industrias Santa Coloma      | 25   | 23 | 6  | 7 | 10 | 61  | 83 | −22  |                        |
| 13   | Aspil Jumpers Ribera Navarra | 19   | 23 | 5  | 4 | 14 | 52  | 76 | −24  |                        |
| 14   | Córdoba Patrimonio           | 17   | 23 | 4  | 5 | 14 | 51  | 89 | −38  |                        |
| 15   | Fútbol Emotion Zaragoza      | 15   | 23 | 3  | 6 | 14 | 63  | 86 | −23  |                        |
| 16   | Pescados Rubén Burela        | 13   | 23 | 3  | 4 | 16 | 40  | 87 | −47  |                        |

 Fuente: LNFS, RFEF

## Play-off por el título
|  | Cuartos de final      | Cuartos de final |                        |                | Semifinales | Semifinales |  |                | Final | Final |  |
|  |                       |                  |                        |                |             |             |  |                |       |       |  |
|  |                       |                  |                        |                |             |             |  |                |       |       |  |
|  | Movistar Inter        | 3                |                        |                |             |             |  |                |       |       |  |
|  | Movistar Inter        | 3                |                        |                |             |             |  |                |       |       |  |
|  | Jaén Paraíso Interior | 1                |                        |                |             |             |  |                |       |       |  |
|  | Jaén Paraíso Interior | 1                |                        | Movistar Inter | 3           |             |  |                |       |       |  |
|  |                       |                  |                        | Movistar Inter | 3           |             |  |                |       |       |  |
|  |                       |                  | Palma Futsal           | 1              |             |             |  |                |       |       |  |
|  | ElPozo Murcia         | 2                | Palma Futsal           | 1              |             |             |  |                |       |       |  |
|  | ElPozo Murcia         | 2                |                        |                |             |             |  |                |       |       |  |
|  | Palma Futsal          | 3                |                        |                |             |             |  |                |       |       |  |
|  | Palma Futsal          | 3                |                        |                |             |             |  | Movistar Inter | 3     |       |  |
|  |                       |                  |                        |                |             |             |  | Movistar Inter | 3     |       |  |
|  |                       |                  | Viña Albali Valdepeñas | 3              |             |             |  |                |       |       |  |
|  | Barça                 | 2                | Viña Albali Valdepeñas | 3              |             |             |  |                |       |       |  |
|  | Barça                 | 2                |                        |                |             |             |  |                |       |       |  |
|  | Levante UD FS         | 3                |                        |                |             |             |  |                |       |       |  |
|  | Levante UD FS         | 3                |                        | Levante UD FS  | 2           |             |  |                |       |       |  |
|  |                       |                  |                        | Levante UD FS  | 2           |             |  |                |       |       |  |
|  |                       |                  | Valdepeñas             | 5              |             |             |  |                |       |       |  |
|  | Valdepeñas            | 4                | Valdepeñas             | 5              |             |             |  |                |       |       |  |
|  | Valdepeñas            | 4                |                        |                |             |             |  |                |       |       |  |
|  | CA Osasuna Magna      | 4                |                        |                |             |             |  |                |       |       |  |
|  | CA Osasuna Magna      | 4                |                        |                |             |             |  |                |       |       |  |
|  |                       |                  |                        |                |             |             |  |                |       |       |  |